# Novaciano
Novaciano (em latim: Novatianus), chamado por Eusébio de Novato (em latim: Noouatus) e Sócrates de Navato (em latim: Nauatus), foi um clérigo romano cismático do século III, fundador do novacianismo, e antipapa entre 251 e 258.

## Vida

### Vida inicial e doutrina

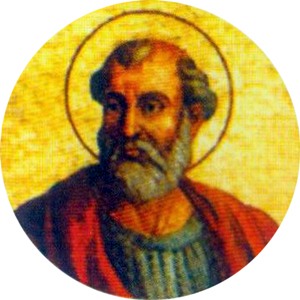
Afresco de São Cornélio

Novaciano nasceu em Roma cerca de 200. Papa Cornélio, numa carta ao bispo Fábio de Antioquia, conta que esteve possuído por Satanás, aparentemente enquanto era um catecúmeno. Os exorcistas tentaram ajudá-lo e ele adoeceu mortalmente, o que levou-os a batizá-lo por efusão na cama. O resto dos sacramentos não foram fornecidos à recuperação, nem o batismo foi confirmado pelo bispo, permitindo a Cornélio duvidar de sua validade. Novaciano era um homem culto e foi treinado em composição literária. Sua eloquência foi citada por Cipriano de Cartago e um papa, talvez Fabiano, promoveu-o ao sacerdócio, apesar dos protestos, segundo Cornélio, de todo o clero e muitos leigos devido a seu batismo. O patriarca Eulógio I de Alexandria relata que era arquidiácono de Roma, e foi feito sacerdote pelo papa a fim de impedir seu êxito ao papado, mas a afirmação contradiz a evidência de Cornélio e supõe estado posterior das coisas quando os diáconos romanos eram estadistas e não ministros.
No começo de 250, o imperador Décio (r. 249–251) emitiu um decreto de perseguição aos cristãos. O papa Fabiano foi martirizado em 20 de janeiro e o papado foi proibido de eleger um sucessor. Escrevendo em 251, Cornélio afirmou que Novaciano, por covardia e amor a sua vida, se negou a cumprir suas funções como sacerdote durante a perseguição. Diz-se que os diáconos o exortaram a sair de sua cela, na qual se trancou, para ajudá-los, mas respondeu que não queria mais ser sacerdote por estar apaixonado por outra filosofia. De todo modo, à época, escreveu cartas em nome do clero, que foram enviadas a Cipriano de Cartago, acerca dos lapsos (apóstatas) e da alegação exagerada dos mártires em Cartago de restaurá-los sem penitência; o clero concordou com Cipriano de que a questão devia ser tratado com moderação por concílios a serem realizados quando possível; que a eleição do papa deveria ser aguardada; que se devia preservar a severidade da disciplina, mas a crueldade com o arrependimento deveria ser evitada. Além disso, parece que Novaciano teve problemas na perseguição, pois Cornélio afirmou que Moisés de Roma, vendo sua ousadia, o separou da comunhão com outros cinco sacerdotes associados a ele.

### Cisma e antipapado

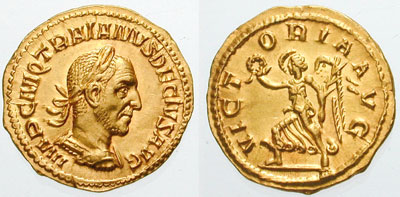
Áureo de Décio r.

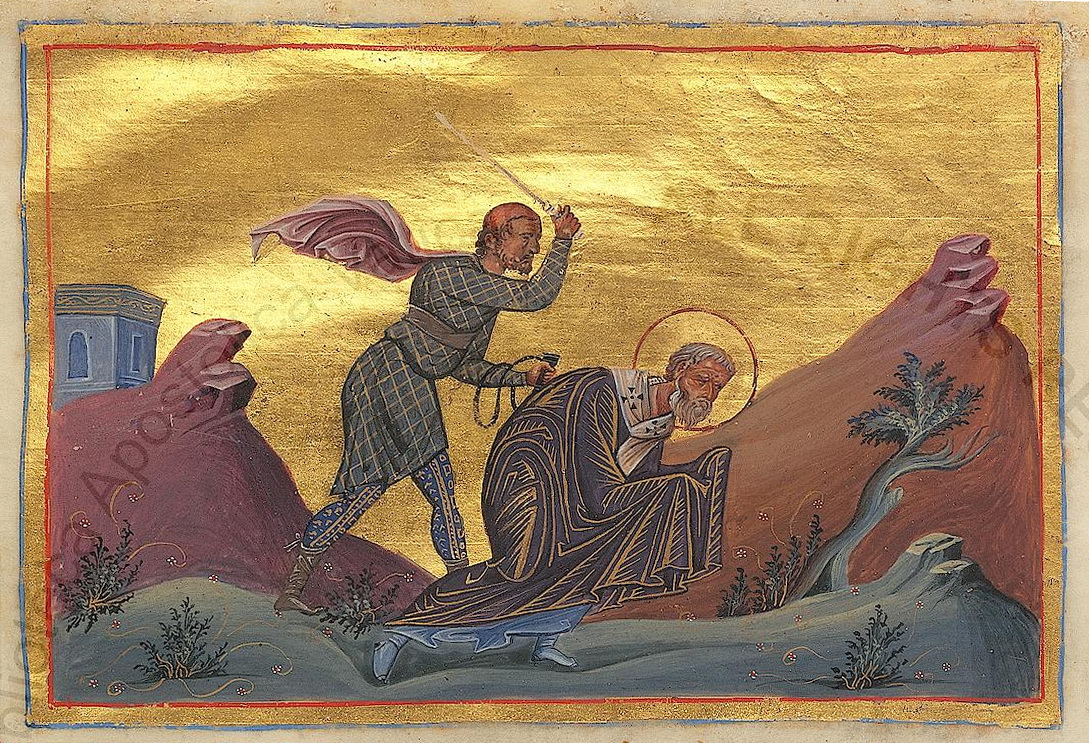
Dionísio no Menológio de Basílio II

No início de 251, a perseguição relaxou e Cornélio foi eleito papa em março, com consentimento de quase todo o clero, povo e bispos presentes. Dias depois, Novaciano se estabeleceu como papa rival e enviou dois partidários para convocar três bispos de um ponto distante da Itália, dizendo-lhes que deveriam ir a Roma com pressa, a fim de que a divisão pudesse ser curada por sua mediação e a de outros bispos. Um deles retornou à igreja lamentando e confessando seu pecado , "e nós despachamos", diz Cornélio, "sucessores dos outros dois bispos aos lugares de onde vieram, depois de ordená-los". Para assegurar a lealdade deles, Novaciano os obrigou, ao receberem a Sagrada Comunhão, a jurar pelo Sangue e Corpo de Cristo que não iriam a Cornélio. Cornélio e Novaciano enviaram seus emissários para diversas comunidades para anunciar suas reivindicações. O episcopado africano, inclusive Cipriano e Dionísio, apoiou Cornélio, lhe assegurando posição segura, mas o próprio escreveu que Novaciano "assumiu a primazia" e enviou seus novos apóstolos para muitas cidades para estabelecer novas fundações e substituir bispos já instalados por partidários seus. No Oriente, a Igreja cindiu entre eles, mas pela influência de Dionísio logo passou a apoiar integralmente Cornélio. Os principais apoiantes de Novaciano era os Máximo, Urbano, Nicóstrato e outros, todos confessores e presos na perseguição, bem como Novato de Cartago, que tinha uma visão mais frouxa em relação a Cipriano.
As cartas enviadas por Novaciano não estavam ligadas aos lapsos, mas eram "cheias de calúnias e maldições [e] enviadas em grande número, jogando quase todas as igrejas em desordem". As primeiras enviadas a Cartago eram aparentemente "amargas acusações" a Cornélio, e Cipriano as achou tão vergonhosas que não as leu em concílio. Antes do fim de 251, Cornélio reuniu concílio de 60 bispos, talvez todos da Itália e ilhas vizinhas, no qual Novaciano foi excomungado; outros bispos não presentes acrescentaram nas atas suas assinaturas, e a lista foi enviada a Antioquia e demais igrejas ilustres. Os mensageiros de Roma enviados ao concílio fizeram ataques semelhantes aos de Novaciano contra Cornélio. Se sabe que Dionísio enviou uma carta a Novaciano, cujo conteúdo se preservou:
| “ | Dionísio ao seu irmão Novaciano, cumprimentando. Se foi contra a sua vontade, como você diz, que você foi levado, você provará isso se aposentando do seu livre arbítrio. Pois você deveria ter sofrido algo em vez de dividir a Igreja de Deus e ser martirizado, em vez de causar um cisma que não teria sido menos glorioso do que ser martirizado em vez de cometer idolatria, na minha opinião, teria sido um ato ainda maior; porque num caso, alguém é mártir para sua própria alma, no outro para toda a Igreja. | ” |

As cartas que o citam nesse momento apontam que a excomungação não se deu por sua disputa com Cornélio, mas pelo rigorismo como lidou com a questão dos lapsos. Achava que a idolatria era um pecado imperdoável e que a Igreja não tinha direito de restaurar à comunhão qualquer pessoa que caiu nela. Eles podem se arrepender e ser admitidos a uma penitência vitalícia, mas o perdão deles deve ser deixado para Deus, não podendo ser pronunciado neste mundo. Seja como for, apesar dos esforços de Cipriano e Cornélio contra Novaciano, os novacianistas se constituíram como seita e agiram no Império Romano por vários anos, enquanto o antipapa se manteve em sua posição mesmo depois de excomungado. Com o avançar das perseguições entre 251 e 253, Novaciano fugiu de Roma. Sócrates Escolástico afirmou que foi martirizado por volta de 258 por Valeriano e tal afirmação parece ter sido confirmada por pela inscrição novatiano [...] martyri encontrada num cemitério perto de San Lorenzo, Roma, em 1932.

## Obras e avaliação

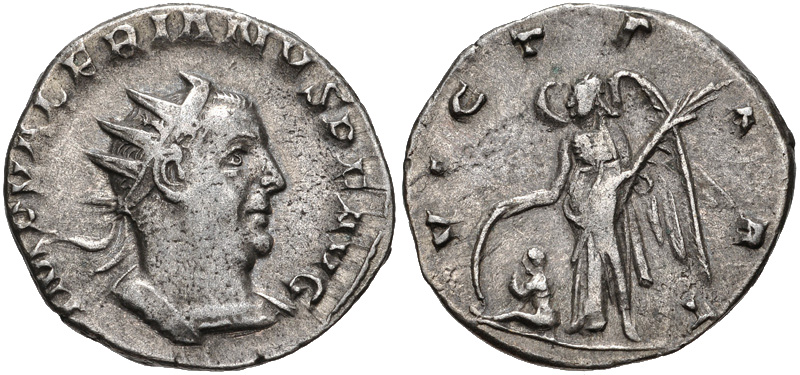
Antoniniano de Valeriano

Papa Cornélio, ao citar Novaciano em sua carta a Fábio de Antioquia, sarcasticamente referiu-se a ele como "aquele criador de dogmas, defensor do aprendizado eclesiástico". A obra anônima Para Novaciano (em latim: Ad Novatianum) (xiii) diz que Novaciano, "enquanto estava numa casa, que é na Igreja de Cristo, lamentou os pecados de seus vizinhos como se fossem seus, suportou o fardo do irmãos, como o apóstolo exorta, e fortaleceu com consolação o retrocesso na fé celestial. Jerônimo, em sua Dos Homens Ilustres, menciona uma série de escritos de Novaciano, dos quais apenas dois sobreviveram, Das Comidas Judaicas (De Cibis Judaicis), na qual aponta que as leis dietéticas e outras proibições do Antigo Testamento devem ser entendidas espiritualmente e não literalmente, e Da Trindade (De Trinitate), que defende a doutrina ortodoxa da Trindade contra heresias. A primeira obra, escrita na form de carta durante o período de perseguição, foi precedida por duas outras sobre a circuncisão e o sábado. Ainda escreveu Dos Espetáculos (De spectaculis), que condena cristãos que participam os jogos públicos, Do Valor da Castidade (De bono pudicitiae), que elogia a castidade, e Da Encarnação. Talvez escreveu Elogio do Martírio (De laude martyrii), mas tal atribuição é questionável, e Aversão ao Judeu (Adversus Judaeos), cuja autoria também pode ser de algum amigo íntimo.